# Tjurskallelöja
Tjurskallelöja (Pimephales vigilax) är en fiskart som först beskrevs av Spencer Fullerton Baird och Charles Frédéric Girard, 1853.  Tjurskallelöja ingår i släktet Pimephales och familjen karpfiskar. Inga underarter finns listade i Catalogue of Life.